# Pierre-Claude-François Daunou
Pierre-Claude-François Daunou (18 d'agost de 1761 - 20 de juny de 1840) va ser un estadista francès de la Revolució i l'Imperi francès. Autor i historiador, va exercir com a arxiver de la nació tant sota l'Imperi com durant la Restauració, va contribuir amb un volum a la Histoire littéraire de la France i va publicar més de vint volums de conferències que va pronunciar quan ocupava la càtedra d'història i ètica al Collège de France.

## Carrera inicial
Nascut a Boulogne-sur-Mer. Després d'estudiar a l'escola que hi operen els oratoris, ingressà a l'orde de París el 1777. Fou professor en diversos seminaris des del 1780 fins al 1787, quan fou ordenat sacerdot. Aleshores havia publicat assaigs i poemes que van establir la seva reputació en els cercles literaris.
Amb l'inici de la Revolució Francesa va donar suport a la Constitució Civil del Clergat; un nomenament ofert per a un alt càrrec de l'Església Catòlica no va aconseguir que ell canviés la seva posició.
Escollit a la Convenció Nacional pel departament del Pas-de-Calais, es va associar amb els girondins moderats i es va oposar fermament a la condemna a mort imposada al rei Lluís XVI. Daunou va participar poc en l'enfrontament girondí amb els seus oponents radicals, els Montagnards, però va estar involucrat en els esdeveniments de l'enderrocament del seu partit l'estiu de 1793 i va ser empresonat durant gairebé un any.

## Directori
El desembre de 1794 va tornar a la Convenció i va ser l'autor principal de la Constitució de l'any III que va establir el Directori el novembre de 1795. Probablement és pel seu girondinisme que el Consell d'ancians va rebre el dret de convocar el Consell de Cinc-cents fora de París, un expedient que va fer possible el cop d'estat de Napoleó Bonaparte (el 18 de Brumari) el 1799.
Daunou també va elaborar els plans per a la construcció i organització de l'Institut de França. Va ser fonamental per aixafar la insurrecció realista coneguda com el 13 Vendémiaire. Va ser elegit per vint-i-set departaments com a membre del Consell dels Cinc-cents i es va convertir en el seu primer president. No era elegible per a l'elecció com a director, ja que ell mateix va establir la qualificació d'edat per a aquest càrrec en quaranta quan tenia trenta-quatre anys. Quan el govern va passar a mans de Talleyrand i els seus associats, Daunou va tornar breument a la literatura, però el 1798 va ser enviat a Roma per organitzar la República Romana.

## Napoleó i la Restauració
El 1799 Daunou va tornar el paper d'estadista, preparant la Constitució de l'any VIII, que va establir el Consolat, sota el qual Napoleó ocupava el càrrec de Primer Cònsol. Va romandre ambivalent amb Napoleó, però el va donar suport contra el Papa Pius VII i els Estats Pontificis, proporcionant-li arguments històrics en un tractat acadèmic Sur la puissance temporelle du Pape (Sobre el poder temporal del papat) el 1809.
No obstant això, va participar poc en el nou règim, del qual es va ressentir, i es va dedicar cada cop més a la literatura. A la Restauració de 1814, fou privat del càrrec d'arxiver de l'Imperi, que ocupava des de 1807. El 1819 esdevingué la càtedra d'història i ètica del Collège de France; en aquest paper, els seus cursos van ser dels més famosos de l'època. Amb l'arribada de la Monarquia de juliol l'any 1830, va recuperar el seu antic càrrec, ara sota el títol d'arxiver del Regne. El 1839, Daunou va ser nomenat par.

## Llegat
L'Encyclopædia Britannica Eleventh Edition escriu:
| « | <"En política Daunou era un girondí sense combativitat; un republicà confirmat, que es va prestar sempre a la política de conciliació, però la probitat del qual va romandre indiscutible. Pertanyia essencialment al centre, i no tenia ni el geni ni el temperament que li garantissin un lloc de comandament en una època revolucionària. Com a historiador, la seva amplitud de vista és notable per a la seva època; perquè tot i estar plenament impregnat de l'esperit clàssic del segle xviii, va poder fer justícia a l'edat mitjana. El seu Discours sur l'état des lettres au XIIIe siècle, al setze volum de la Histoire littéraire de France, és una contribució notable a aquesta vasta col·lecció, sobretot perquè prové d'un autor tan profundament après en els clàssics antics. Les conferències de Daunou al Collège de France, recollides i publicades després de la seva mort, omplen vint volums (Cours d'études historiques, 1842–1846). S'ocupen principalment de la crítica de les fonts i del mètode adequat per escriure la història, i ocupen un lloc important en l'evolució de l'estudi científic de la història a França. Totes les seves obres estaven escrites amb un estil elegant; però, a part de la seva participació en l'edició dels Historiens de la France, eren sobretot en forma d'articles separats sobre temes literaris i històrics. De caràcter, Daunou era reservat i una mica auster, conservant en els seus hàbits una estranya barreja de burgès i monjo. El seu treball infatigable com a arxiver en l'època en què Napoleó transferia tants tresors a París li va valer l'agraïment dels estudiosos posteriors."> | » |